# Книга Мормона
Кни́га Мормо́на (англ. The Book of Mormon) — перекладені Джозефом Смітом священні тексти, що були вигравіювані на пластинах з латуні. Визнається Церквою Ісуса Христа Святих останніх днів та іншими близькими їй конфесіями за Священне Писання. Названа ім'ям пророка-літописця — Мормона, який, як стверджується в книзі, відредагував більшу її частину. Мормони вважають, що в Книзі Мормона відновлені «ясні й дорогоцінні» істини, які були втрачені в Біблії внаслідок помилок у перекладі. Іншими словами, як учить Церква Ісуса Христа Святих останніх днів, в «Книзі Мормона» утримується «повнота Євангелія Ісуса Христа» (див. Учення і Завіти 20:9, 42:12). Центральне місце в Книзі Мормона займають пророцтва про прихід Месії і навчання Ісуса Христа «у тому виді, як воно було переказано Ним прадавнім жителям Американського континенту».
Засновник Церкви Ісуса Христа Святих останніх днів Джозеф Сміт стверджував, що книга була передана йому 22 вересня 1827 ангелом Моронієм, останнім пророком Книги Мормона. За його словами, книга була написана на «золотих пластинах», схованих у ямі на горі (пагорбі) Кумора недалеко від його будинку. Переклад книги, як говорив Джозеф Сміт, був зроблений завдяки силі, даній йому Богом, і за допомогою Уріма й Тумміма, захованими поруч із книгою. 
Книга Мормона перекладена на 105 мов і видана загальним тиражем близько 130 млн екземплярів.

## Історія книги, згідно з навчаннямЦеркви Ісуса Христа Святих останніх днів

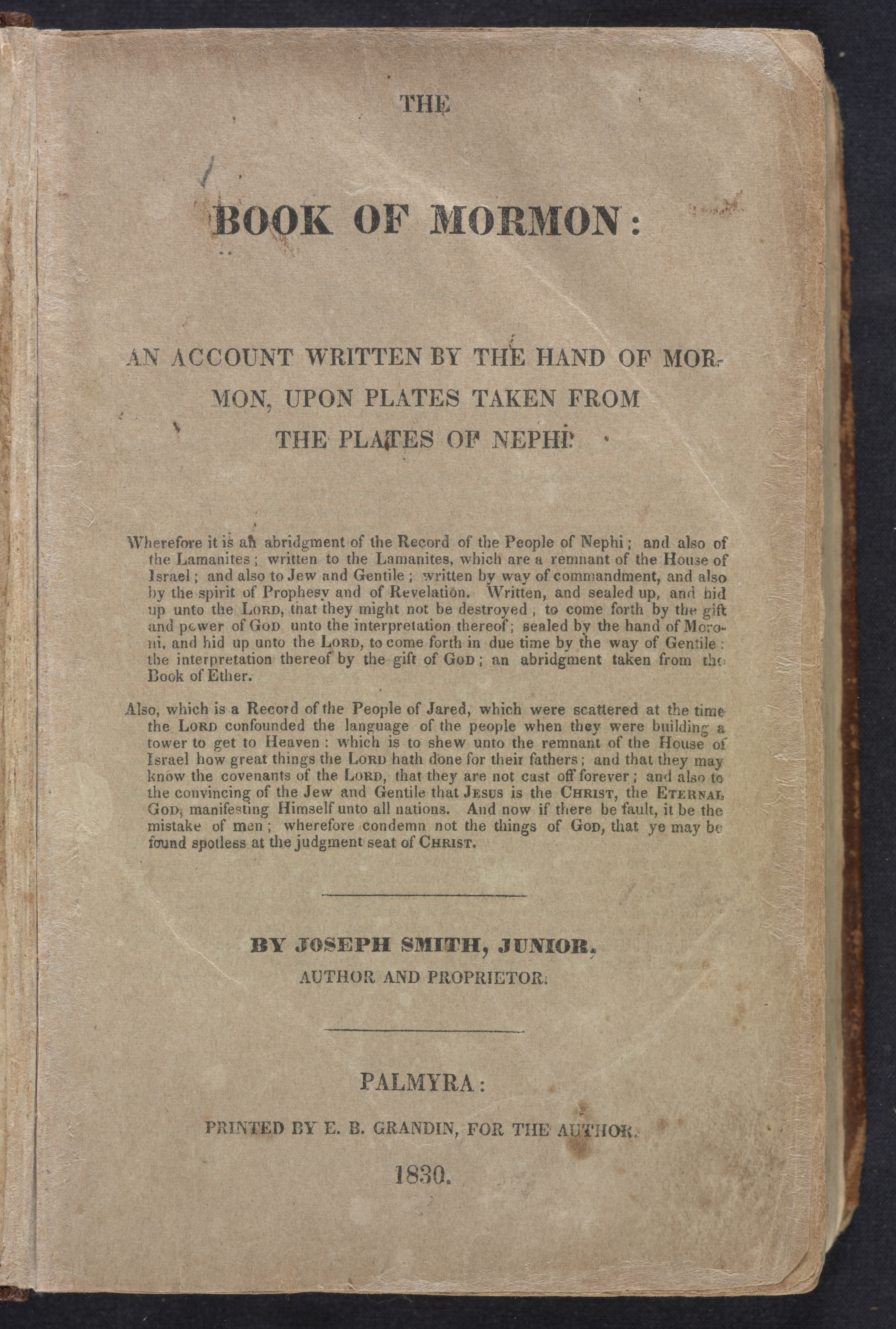
Титульний лист Книги Мормона з першого видання 1830 зі вступним текстом Джозефа Сміта-молодшого
Зображення з Бібліотеки Конгресу США,Відділ рідкісних книг і особливих колекцій.

Книга Мормона містить писання прадавніх пророків, що жили на Американському континенті й відкривається розповіддю про те, як пророкові Легію приблизно в 600 р. перед н.е. — незадовго до захоплення й руйнування Єрусалима — Бог повелів покинути місто й відправитися в нову обітовану землю. Нею став Американський континент, де нащадки Легія і його численного роду заснували велику цивілізацію. Незабаром єдиний народ розділився на праведних нефійців і розбещених ламанійців (названі так від імен родоначальників). Після Свого Воскресіння Христос відвідав Американський континент і заснував серед нефійцев Свою Церкву. Однак до IV ст.н.е. церква перестала існувати через масове відступництво, а її останні послідовники були перебиті у великій битві.
Одна із частин Книги Мормона, Книга Етера, містить розповідь про нащадків Яреда, які переселилися на Американський континент після будівництва Вавилонської вежі і змішання мов, перепливши океан на «баржах», побудованих за вказівкою Бога. Зрештою, за їхню жорстокосердість, убивства й злодіяння Бог винищив нащадків Яреда.
Пророк Мормон незадовго до смертельного поранення в останній битві нефійців і ламанійців відредагував збори писань прадавніх американських пророків, у зв'язку із чим книга має його ім'я. Його син Мороній, останній і єдиний, що залишилися в живих, членів церкви Ісуса Христа, сховав книгу в таємному місці, яке в XIX ст. було вказане Джозефу Сміту.
Джозеф Сміт переклав Книгу Мормона за допомогою Уріма й Тумміма, предметів, що згадуються в Біблії, після чого оригінал книги був знову схований від світу. Лише одинадцять людей, крім самого Джозефа, виступили свідками із заявою про те, що бачили «аркуші з письменами прадавніх пророків». Їхні заяви можна знайти на початку Книги Мормона.

## Склад
Оригінал Книги Мормона (нині «схований від світу») складається із чотирьох «розрядів історичних аркушів»: 
- Аркуші Нефія, які у свою чергу підрозділяються на Малі й Більші аркуші. Перші були призначені для священних записів, тоді як останні — для запису мирських справ, історичних подій.
- Аркуші Мормона, які містять короткий виклад аркушів Нефія й коментарі до них, а також подальшу історію народу Нефія й невелике доповнення, зроблене рукою Моронія.
- Аркуші Етера, що оповідають про історію народу Яредійців. Ці записи були також скорочені й прокоментовані Мормоном і включені їм у загальний звіт за назвою Книга Етера.
- Мідні аркуші , принесені народом Легія з Єрусалиму. Вони містили П'ятикнижжя Мойсея, а також єврейські писання, починаючи із прадавніх часів і закінчуючи правлінням Юдейського царя Седекія. Ці аркуші були загублені.

## Критика
Достовірність Книги Мормона є предметом критики. Єдиним доказом її автентичності виступають «Свідчення трьох свідків» і «Свідчення восьми свідків», розміщені на початку Книги Мормона, а також розповідь самого Джозефа Сміта про те, як він одержав і переклав аркуші із прадавніми письменами. Крім того, Церква Ісуса Христа Святих останніх днів апелює до тексту Мороній 10:4, де сказане, що кожний, хто захоче впевнитися в дійсності Книги Мормона, може запитати про це Бога-Отця в ім'я сина Його Ісуса Христа й одержати відповідь силою Духа Святого. Однак критики Книги Мормона справедливо вказують на суб'єктивність і недостовірність такої перевірки.
Критики посилаються на численні зміни, внесені в текст Книги Мормона з 1830 по 1980 рік. За деякими підрахунками (Джеральда і Сандри Таннерів), кількість документально підтверджених змін досягає майже 4000. Хоча більшість цих змін стосується граматики тексту, деякі міняють (на думку мормонів — уточнюють) його зміст. 

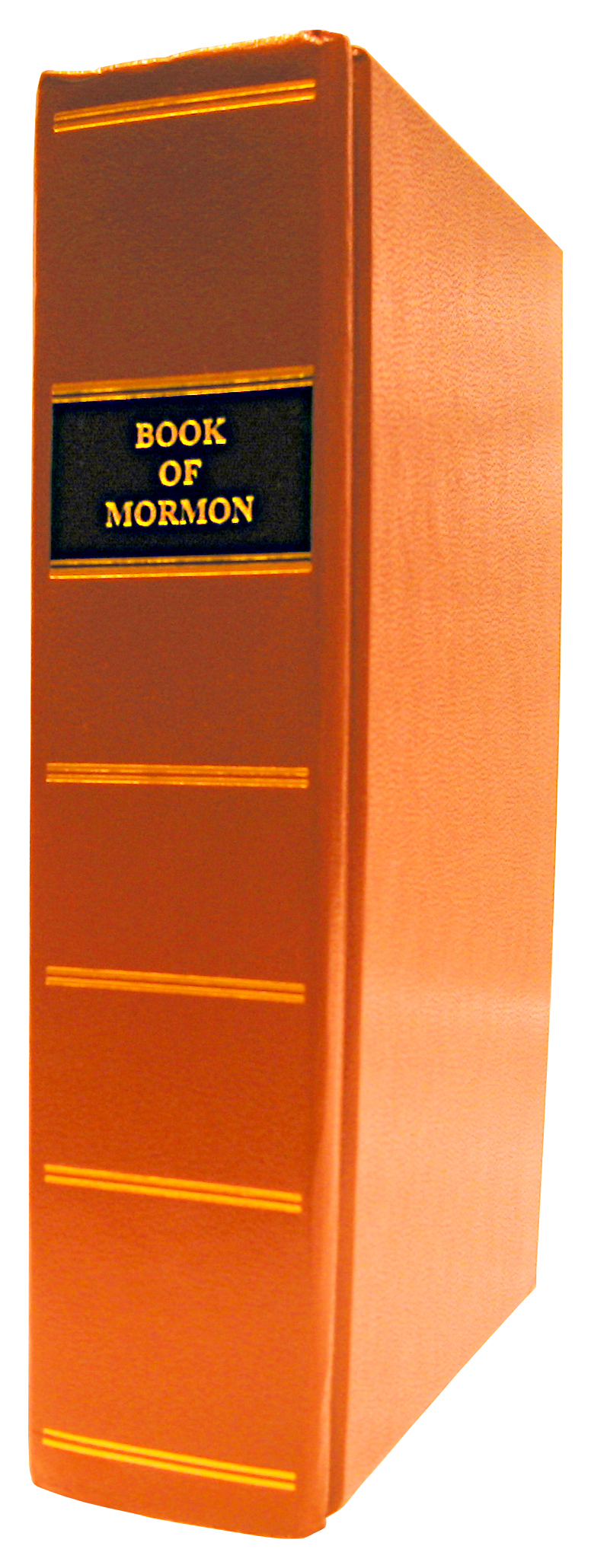
Репринт першого видання Книги Мормона 1830

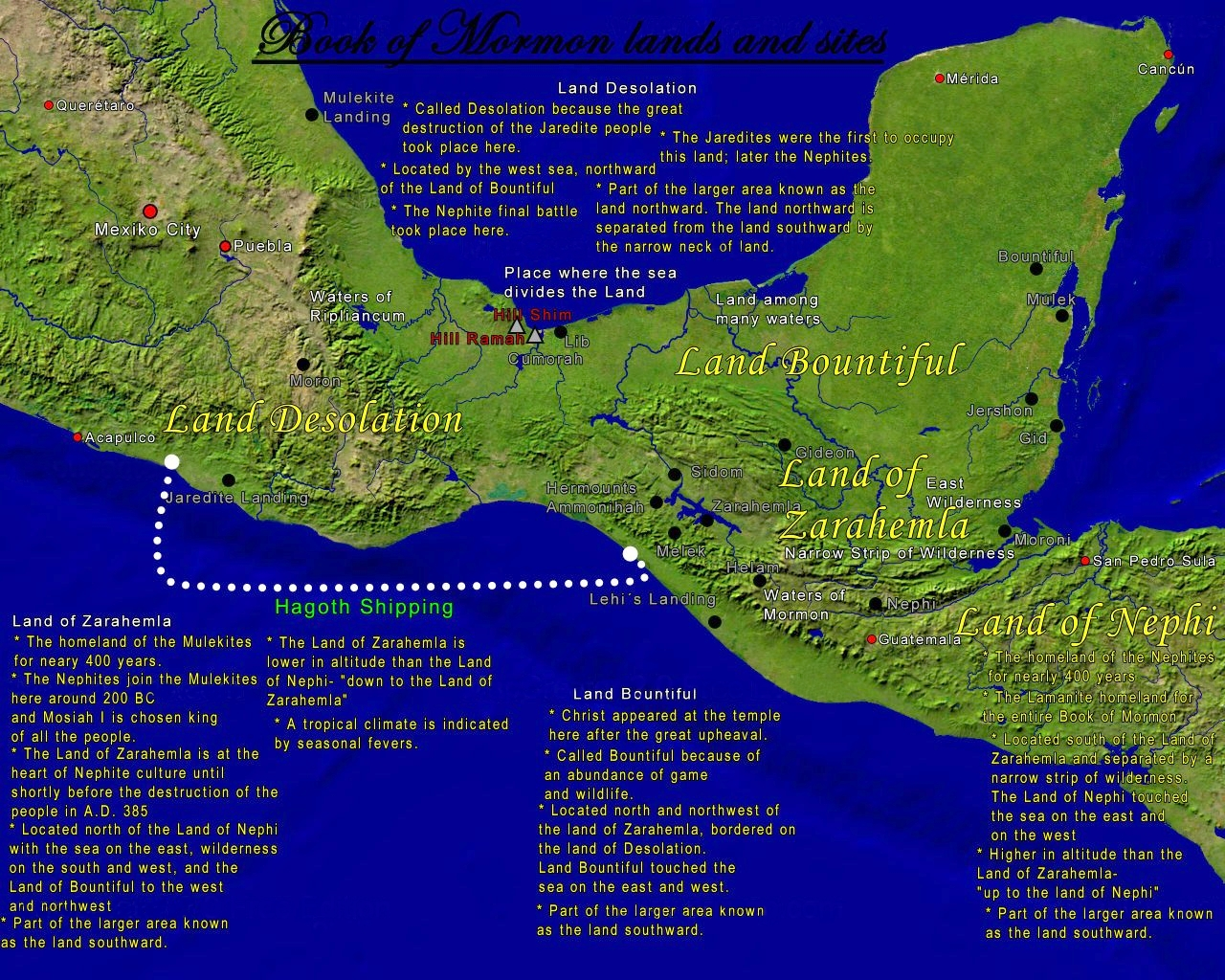
Книги Мормона

Історичність Книги Мормона залишається предметом гарячих дискусій. Практично всі захисники положення про історичність Книги Мормона є мормонами, а немормони, які висловлювалися на користь історичності Книги Мормона, самі через якийсь час ставали членами церкви (наприклад, Джордан Вайда). Як правило, немормони заперечують історичність Книги Мормона. У той же час можна помітити, що найбільш активно спростовують історичність Книги Мормона різні євангелічні групи, що негативно ставляться до самої теології мормонів. Часто подібні роботи спрямовані на дискредитацію Церкви Ісуса Христа Святих останніх днів і негативно характеризують мормонізм. Одним з недавніх прикладів є книга Гранта Палмера «Коріння мормонізму: погляд зсередини» (англ. An Insider's View of Mormon Origins). За словами Джона Міджлі, Грант Палмер не є мормоном, тому не може надати «погляд зсередини». Заголовок був запропонований видавцем, щоб підвищити продаж (Louis Midgley "Pryin Louis Midgley "Prying into Palmer", FARMS Review 15:2 (2003), 408.). Апологети Святих останніх днів не залишаються осторонь і полемізують з роботами подібного роду. Незважаючи на критику на адресу свого навчання, Церква Ісуса Христа Святих останніх днів продовжує твердо дотримуватися думки, що Книга Мормона є слово Бога і більшість Святих останніх днів вірять у те, що Книга Мормона відбиває реальні факти.
Деякі члени Церкви Ісуса Христа Святих останніх днів у результаті вивчення Книги Мормона запропонували трохи інше тлумачення звичних мормонам фактів. Багато положень про події й походження Книги Мормона були оскаржені в результаті цих досліджень. Новий підхід викликав неоднозначну реакцію серед членів Церкви Ісуса Христа Святих останніх днів, оскільки багатьом довелося переглянути своє ставлення до цієї книги. Одним із загальних місць віри в історичність Книги Мормона була переконаність у тому, що Книга Мормона оповідає про історію всіх споконвічних мешканців Америки, тобто всі індіанці й ескімоси є нащадками пророка Легія й тих євреїв, що прийшли разом з ним в Америку. Нові вчені припускають, що Книга Мормона — це історія невеликої групи мезоамериканців, нащадків Легія. Книга Мормона натякає на існування інших людей в Америці під час прибуття Легія й на те, що прибульці могли бути інтегровані в племена індіанців. Можливо, що при цьому нащадки Легія склали верхівку суспільства й виявили певний культурний і релігійний вплив. Дискусія із приводу доказів, які могло б надати дослідження ДНК індіанців і євреїв, ілюструє різницю в точці зору традиціоналістів і прихильників нового погляду. Дослідження ДНК не виявило семитичних корінь у походженні мезоамериканців, але у зв'язку з тим, що існують певні труднощі в порівнянні сучасної ДНК і прадавньої, про яку вчені нічого не знають, можна стверджувати, що навряд чи коли-небудь вдасться провести таке дослідження ДНК, яке однозначно доведе або спростує історичність Книги Мормона.

### Текст
- Книга Мормона PDF [Архівовано 21 січня 2019 у Wayback Machine.]
- Книга Мормона | LDS.org [Архівовано 17 грудня 2018 у Wayback Machine.]
- Книга Мормона (англійська) PDF [Архівовано 16 грудня 2018 у Wayback Machine.]

### Апологетика і Книга Мормона
- Археологія й Книга Мормона (англ. мова)

### Критика Книги Мормона
- http://apologetika.org.ua/ [Архівовано 5 вересня 2008 у Wayback Machine.]
- Інформація про зміни в тексті Книги Мормона [Архівовано 20 квітня 2012 у Wayback Machine.] (англ.)

1. ↑  https://www.wikidata.org/wiki/Q459842